# Allomogurnda
Allomogurnda is een geslacht van straalvinnige vissen uit de familie van de slaapgrondels (Eleotridae).

## Soorten
- Allomogurnda flavimarginata Allen, 2003
- Allomogurnda hoesei Allen, 2003
- Allomogurnda insularis Allen, 2003
- Allomogurnda landfordi Allen, 2003
- Allomogurnda montana Allen, 2003
- Allomogurnda multicincta Allen & Hoese, 2017
- Allomogurnda nesolepis (Weber, 1907)
- Allomogurnda papua Allen, 2003
- Allomogurnda sampricei Allen, 2003